# アダストリア
株式会社アダストリア（英:  Adastria Co., Ltd.）は、東京都渋谷区渋谷の渋谷ヒカリエに本社を置くカジュアル衣料品および雑貨を中心としたSPAブランドを展開する企業。
アパレル業界における売上高は日本国内において業界第3位。社名はラテン語の格言である“Per aspera ad astra”「困難を克服して栄光を獲得する」を語源にした造語に由来する。
2013年9月に「（旧）株式会社ポイント」が「株式会社アダストリアホールディングス」に商号変更、事業部門を同年新設された「（新）株式会社ポイント」に会社分割し、持株会社となった。2015年3月に「（新）株式会社ポイント」と「株式会社トリニティアーツ」を吸収合併し、再び事業会社に戻った。

## 沿革
- 1953年10月22日 - 茨城県水戸市に「株式会社福田屋洋服店」を設立。
- 1993年3月 - 商号を「株式会社ポイント」に変更。
- 1995年5月 - 本部を東京都墨田区に移転。本店は水戸に残した。
- 2000年12月12日 - 株式を店頭登録（現・ジャスダック）。
- 2002年12月 - 東京証券取引所市場第二部へ鞍替。
- 2003年3月 - 台湾出店を開始。海外事業展開スタート。
- 2004年
  - 2月 - 東京証券取引所市場第一部指定。
  - 11月 - 本部を中央区に移転。
- 2007年10月 - 自社サイトでEC事業を開始。
- 2008年3月 - 香港出店を開始。
- 2010年10月 - 中国出店を開始。
- 2012年
  - 10月 - 自社ECサイトを全面リニューアルし、会員制ポイントサービスを開始。
  - 11月 - 株式会社トリニティー（後の株式会社バビロン）を子会社化。本部を千代田区に移転。
- 2013年
  - 4月 - 持株会社制移行のための受け皿会社である（新）株式会社ポイントを設立[3]。
  - 6月 - 株式会社NATURAL NINE HOLDINGS（後の株式会社NATURAL NINE）を株式交換により完全子会社化[3]。
  - 9月 - 持株会社制に移行し、「株式会社アダストリアホールディングス」に商号変更。（新）株式会社ポイントがグループ経営管理以外の事業を継承。株式会社トリニティアーツを株式交換により完全子会社化[3]。
- 2014年
  - 2月 - 子会社の株式会社ポジックが株式会社NATURAL NINEを吸収合併し、株式会社N9&PGに商号変更。
  - 4月 - 子会社の株式会社トリニティアーツが株式会社バビロンを吸収合併。
  - 7月 - 韓国出店を開始。
- 2015年
  - 3月 - （新）株式会社ポイントが株式会社トリニティアーツを吸収合併すると同時に、当社が（新）株式会社ポイントを吸収合併し、事業会社に戻る[4]。
  - 5月 - ファーストリテイリング、シーメンス、コクヨなどで役員を務めた松下正がCOO就任（2018年退任）[5]。
  - 6月 - 「株式会社アダストリア」に商号変更[6]。
  - 9月 - 株式会社N9&PGの衣料品企画製造事業を会社分割により継承。株式会社N9&PGは株式会社アダストリア・ロジスティクスに商号変更。
- 2016年11月 - カフェ・カンパニーと合弁会社peoples inc.設立（翌年契約解消しADASTRIA eat Creations設立）[7]。
- 2017年
  - 3月 - ハイエンド市場向け新会社エレメントルール設立[8]。
  - 7月 - 本部を渋谷区に移転。
- 2018年10月 - 水戸市東町運動公園新体育館のネーミングライツを取得し[9]、2019年4月にアダストリアみとアリーナとして開館。
- 2022年
  - 2月 - 株式会社ゼットンの株式51.0%を取得し、連結子会社化[10]
  - 5月 - 株式会社Gate Winを設立[11]。
- 2023年4月 - 東南アジア初となるタイ・バンコクにグローバル旗艦店niko and... BANGKOKをオープン[12]。
- 2025年9月 - 10年ぶりに持株会社制に再度移行する予定。株式会社アダストリアは「株式会社アンドエスティHD」に商号変更を行い、事業は2025年4月4日に設立された株式会社アダストリア（2代）が継承する予定[13]。

## 創業者
現代表の福田三千男の祖父が大正時代に学生服を販売、戦後1953年に父・福田哲三(1915-2014)が福田屋洋服店として紳士服小売業を始めた。哲三の長男・三千男（1946年茨城県生まれ）が1969年に同志社大学商学部卒業後、衣料メーカーを経て、1971年に家業の福田屋に入社。洋服の青山やアオキといったディスカウントスタイルの郊外型紳士服チェーンが主流となりつつあったため、水戸での空白マーケットであったメンズカジュアルに乗り換えた。1993年に三千男が社長に就任し、社名をポイントに変更、2000年に店頭登録、2004年に東証1部上場。2015年、会社統合によりアダストリアに社名変更。代表取締役会長兼最高経営責任者（CEO）に加え、2018年より社長も兼任。
なお、創業者の兄弟は少なくとも3人おり、長男は家業の農家を継ぎ、次男は栃木県の百貨店「福田屋百貨店」を創業している。

## 展開ブランド

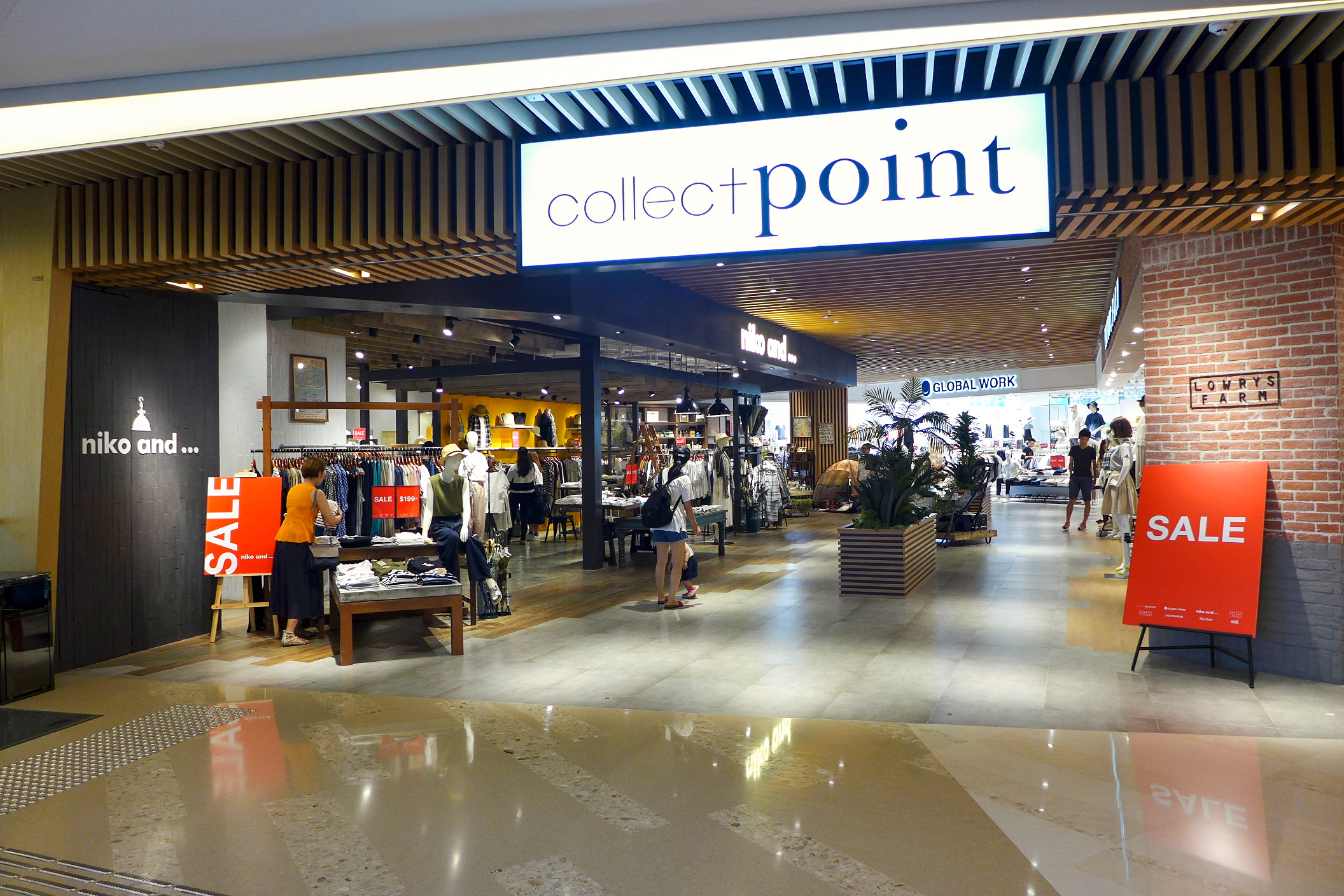
香港 Collect Point

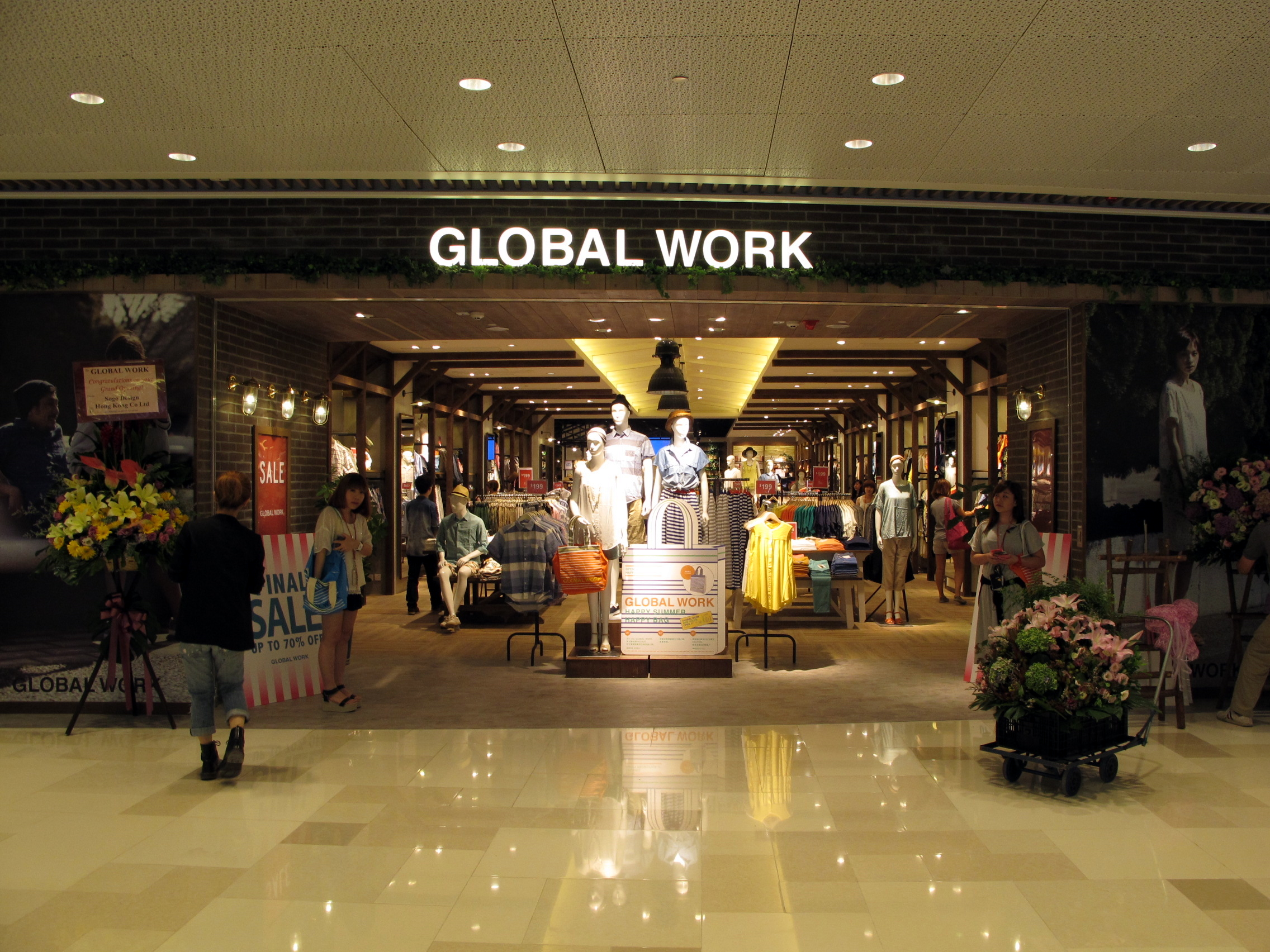
香港 Global Work

- GLOBAL WORK（グローバルワーク）
- niko and…（ニコアンド）
- LOWRYS FARM（ローリーズファーム）
- LEPSIM（レプシィム）
- LAKOLE（ラコレ）
- LE FOYER（ルフォワイエ）
- studio CLIP（スタディオクリップ）
- JEANASiS（ジーナシス）
- Heather（ヘザー）
- RAGEBLUE（レイジブルー）
- HARE（ハレ）
- ALAND（エーランド）
- BARNYARDSTORM（バンヤードストーム）
- apart by lowrys（アパートバイローリーズ）
- BABYLONE（バビロン）
- repipi armario（レピピアルマリオ）
- Chaos（カオス）
- Curensology（カレンソロジー）
- Andemiu（アンデミュウ）
- BAYFLOW（ベイフロー）
- mikoa LOWRYS FARM（ミコアローリーズファーム）
- mood is me.（ムードイズミー）
- STERNBERG（スタンバーグ）
- me%（ミィパーセント）
- PAS TIERRA（パティエラ）
- Elura（エルーラ）
- Utao（ウタオ）
- SHUCA（シュカ） - イズミとの協業ブランド[18]
- FOUND GOOD（ファウンドグッド） - イトーヨーカドーとの協業ブランド[19]

## 関連企業

### 国内
- BUZZWIT
- エレメントルール
- アンドエスティ
- ゼットン
- カリマーインターナショナル
- アダストリア・ロジスティクス
- WeOur（ウィーアー）

### 海外
- 爱德利亚（上海）商贸有限公司
- 你可安（上海）商贸有限公司
- Adastria Asia Co., Ltd.
- 愛德利亞台灣股份有限公司
- Adastria (Thailand) Co.,Ltd.
- ADASTRIA PHILIPPINES INC.
- ZETTON,INC.
- 久恩玖贸易（上海）有限公司
- 赛爱思国际物流（上海）有限公司

## 提供番組
2021年11月現在、該当番組なし

### 過去の提供番組
- みんなのニュース（フジテレビ）
- 私たちに戦争を教えてください（フジテレビ（PT扱い））
- にじいろジーン（カンテレ、2016年10月1日 - 不明）